# كاثرين بوو
كاثرين بوو (بالإنجليزية: Katherine Boo)‏ هي صحفية وكاتِبة أمريكية، ولدت في 12 أغسطس 1964 في واشنطن العاصمة في الولايات المتحدة.